# ۲۲۲ (عدد)
۲۲۲ یک عدد طبیعی است که بعد از ۲۲۱ و قبل از ۲۲۳ قرار دارد.